# Wspólnota administracyjna Berka/Werra
Wspólnota administracyjna Berka/Werra (niem. Verwaltungsgemeinschaft Berka/Werra) – dawna wspólnota administracyjna w Niemczech, w kraju związkowym Turyngia, w powiecie Wartburg. Siedziba wspólnoty znajdowała się w mieście Berka/Werra. Powstała 8 marca 1994.
Wspólnota administracyjna zrzeszała cztery gminy, w tym jedną gminę miejską (Stadt) oraz trzy gminy wiejskie *Gemeinde): 
1. Berka/Werra, miasto
2. Dankmarshausen
3. Dippach
4. Großensee

1 stycznia 2019 wspólnota została rozwiązana. Wszystkie jej gminy utworzyły nowe miasto Werra-Suhl-Tal.